# HD 220802
HD 220802，又名CD-5013976，SAO 247880、HR 8910，是一颗恒星，视星等为6.2，位于銀經332.22，銀緯-61.91，其B1900.0坐标为赤經23h 21m 36.3s，赤緯-50° -61.91′ 28″。